# Chrysosoma appendiculatum
Chrysosoma appendiculatum är en tvåvingeart som först beskrevs av Jacques-Marie-Frangile Bigot 1890.  Chrysosoma appendiculatum ingår i släktet Chrysosoma och familjen styltflugor. Inga underarter finns listade i Catalogue of Life.